# Albertus (motorfiets)
Albertus is de naam van een voormalig Duits motorfietsmerk dat ook onder de namen Bafag en Befag bekend is.
De bedrijfsnaam was: Albertus Fahrzeugwerk AG, Achern in Baden.
Albertus was een van de vele merken die in 1922 in Duitsland ontstonden. Het was het begin van de "motorboom", die slechts enkele jaren zou duren en waarin honderden merken vochten om de gunsten van klanten die behoefte hadden aan goedkope, lichte motorfietsen. De meesten gebruikten inbouwmotoren van andere merken en dat deed Albertus ook. Men koos echter net als het merk Almora voor de door Julius Löwy ontworpen zeer bijzondere tweetakten van 113-, 142- en 176 cc. Het gebrek aan vermogen van deze Rohöl (ruwe olie) motoren evenals de gebrekkige betrouwbaarheid betekenden het einde van de fabriek. In 1924 werd de productie beëindigd.
De motorfietsen werden ook verkocht onder de naam Bafag: Badische Albertus Fahrzeugwerk AG en Befag.